# Исленьев, Николай Александрович
Николай Александрович Исленьев (1785—1851) — генерал от инфантерии русской императорской армии, начальник 1-й гвардейской пехотной дивизии, участник Наполеоновских войн.

## Биография
Родился в 1785 году в дворянской семье: отец – Александр Алексеевич Исленьев (1740-е—1826), мать – Мария Аркадьевна, урождённая Бутурлина, внучка И. И. Бутурлина. Имел двух братьев (старший — Сергей, младший — Алексей) и четырёх сестёр.
Обучался в частном учебном заведении, в службу вступил 3 мая 1803 года рядовым в Куринский мушкетёрский полк; 5 января 1805 года перешёл в лейб-гвардии Преображенский полк. С этим полком участвовал в войне 1807 года с французами (в 1808 году за отличие был произведён в первый офицерский чин), в Отечественной войне 1812 года и Заграничных походах 1813 и 1814 годов, отличился в сражениях при Бородине (награждён орденом Св. Анны 4-й степени), Лютцене, Бауцене, Пирне, Гисгюбеле и Кульме и за отличие в последнем сражении получил от прусского короля особый крест. В 1816 году произведён в полковники.

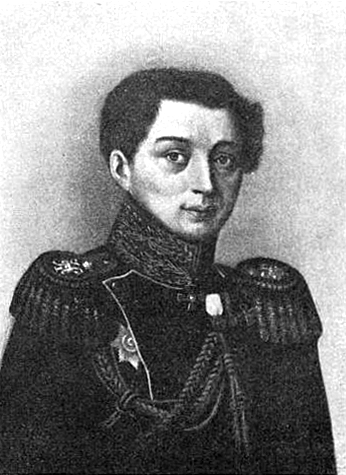
Н. А. Исленьев

В чине полковника 2 февраля 1822 года был назначен командующим лейб-гвардии Преображенским полком, 22 июня 1823 года утверждён в должности командира полка, 22 июля 1825 года произведён в генерал-майоры с оставлением в той же должности.
При подавлении мятежа 14 декабря 1825 года Исленьев находился с полком на Дворцовой и Исаакиевской площадях и на следующий день получил звание генерал-адъютанта. Привлекался к следствию по делу декабристов, наказания не понёс. В 1826 году награждён орденом Св. Анны 1-й степени (императорская корона к этому ордену пожалована в 1829 году).
В 1828—1829 годах находился на театре войны с Турцией, а 15 августа 1830 года был назначен членом Комитета, учреждённого 18 августа 1814 г. (впоследствии назывался Александровский комитет о раненых). За беспорочную выслугу 25 лет в офицерских чинах 18 декабря 1830 года был награждён орденом Св. Георгия 4-й степени (№ 4415 по кавалерскому списку Григоровича — Степанова).
В 1831 году принимал участие в усмирении польского восстания и в штурме Варшавы. За эту кампанию был награждён орденом Св. Владимира 2-й степени и польским знаком отличия за военное достоинство (Virtuti Militari) 2-й степени.
6 октября 1831 года был назначен командиром 1-й гвардейской пехотной бригады с оставлением в должности командира Преображенского полка, в каковой находился до 1837 года, 6 декабря 1833 года произведён в генерал-лейтенанты). С этой бригадой в 1835 году принимал участие в крупных Калишских маневрах, командуя отрядом войск гвардейского корпуса. За отличное проведение этих маневров получил орден Белого орла и прусский орден Красного орла 1-й степени.
С 22 июля 1837 года до 22 сентября 1841 года был начальником 1-й гвардейской пехотной дивизии, затем – инспектором гвардейских запасных полубатальонов и гренадерских резервных батальонов, членом комитета для составления воинского пехотного устава и командующим оставшейся в Санкт-Петербурге и окрестностях от похода в Венгрию пехотой (со 2 мая 1849 года). В чин генерала от инфантерии был произведён 10 октября 1843 года.

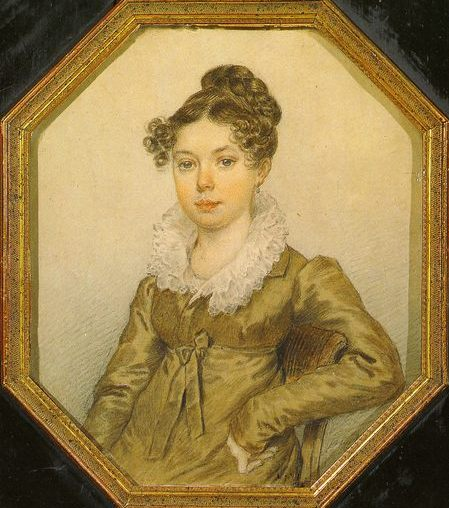
Ульяна Исленьева, жена

Умер 25 февраля (9 марта) 1851 года в Санкт-Петербурге, похоронен на Лазаревском кладбище Александро-Невской лавры.

## Семья
Жена — графиня Ульяна (Юлиана) Христофоровна Миних (1791—1820) — правнучка генерал-фельдмаршала графа Б. Х. Миниха; дочь Христофора Сергеевича Миниха от брака его с фрейлиной графиней Анной Андреевной Ефимовской (1751—1824). Умерла 19 февраля поле родов сына Александра (11.02.1820—10.03.1822); сын и мать похоронены также на Лазаревском кладбище.